# ديف آلين
ديفيد «ديف» آلين (بالإنجليزية: Dave Allen) مواليد (1958) مُمثل وكوميدي أمريكي. ظهر في عدة أعمال تلفزيونية وسينمائية؛ مستر شو، فرايجر، ثالث كوكب بعد الشمس، جيمي كيميل لايف!.

## أبرز أعماله

### أعمال تلفزيونية
- 1996: مستر شو
- 1996: الساحرة المراهقة سابرينا
- 1998: ثالث كوكب بعد الشمس
- 2001: فرايجر
- 2001: مالكوم في الوسط
- 2006-2001: بنات غيلمور
- 2007: جيمي كيميل لايف!
- 2015: مع بوب وديفيد

### أعمال سينمائية
- 2004: المذيع: أسطورة رون بورغاندي

## وصلات خارجية
- ديف آلين على موقع IMDb (الإنجليزية)
- ديف آلين على موقع ألو سيني (الفرنسية)
- ديف آلين على موقع ميوزك برينز (الإنجليزية)
- ديف آلين على موقع ميوزك برينز (الإنجليزية)
- ديف آلين على موقع ديسكوغز (الإنجليزية)
- ديف آلين على موقع قاعدة بيانات الفيلم (الإنجليزية)
- ديف آلين على موقع كينوبويسك (الروسية)